# Harry Kisoensingh
Harry Persad Kisoensingh (22 september 1954 – Paramaribo, 27 april 2008) was een Surinaams politicus.
Harry Kisoensingh is geboren in een eenvoudig landbouwersgezin in het district Nickerie. Reeds op vroege leeftijd raakte hij geïnteresseerd in de politiek. Gedurende zijn studentenjaren op de Surinaamse Kweekschool kwam hij in aanraking met de linkse politieke beweging. In 1973 was hij op zeer jonge leeftijd een van de medeoprichters van de  Hernieuwde Progressieve Partij (HPP), die als tegenwicht werd opgericht van de conservatieve VHP van Jaggernath Lachmon. Hij werd in 1991 en 1996 gekozen tot DNA lid voor het district Nickerie. Van 1991 tot 2000 was hij ondervoorzitter van De Nationale Assemblée. De HPP ging in 2004 op in de Unie van Progressieve Surinamers (UPS). In april 2008 overleed hij, na een langdurige ziekbed, op 53-jarige leeftijd te Paramaribo.   